# Congrés Mundial Romaní

Bandera del poble Romaní

El Congrés Mundial Romaní és una sèrie de fòrums per a la discussió de temes relatius als gitanos de tot el món. N'hi ha hagut sis fins a la data. Entre els principals objectius d'aquests congressos es troben l'estandardització de la llengua Romaní, les millores en drets civils i educació, la preservació de la cultura gitana, reparacions després de l'intent de genocidi prorraimos durant la Segona Guerra Mundial, i el reconeixement internacional dels gitanos com una minoria nacional d'origen a l'Índia.

## Primer Congrés Mundial Romaní
Es va organitzar prop de Londres el 1971 en part pel Consell Mundial d'Esglésies i el govern de l'Índia. Hi van assistir 23representants de nou països (Txecoslovàquia, Finlàndia França, Gran Bretanya, Alemanya, Hongria, Irlanda, Espanya i Iugoslàvia) i observadors de Bèlgica, Canadà, Índia i els Estats Units.
Cinc subcommissions es van fer per examinar assumptes socials, educació, crims de guerra, idioma, i cultura. En el congrés la bandera blava i verda de la Conferència de l'Associació General de Gitanos de Romania, acompanyada de la bandera vermella chakra, es va reafirmar com l'emblema del poble rom, i la cançó "Gelem, Gelem" es va adoptar com l'himne dels gitanos. L'ús de la paraula "Roma" (en lloc de les variants d'"egiptià", "gypsy", etc.) va ser acceptada per la majoria dels assistents; com a resultat l'International Gypsy Committee (fundat el 1965) va canviar el nom pel Komiteto Lumniako Romano (International Rom Committee).

## Segon Congrés Mundial Romaní
Fet a Ginebra l'abril de 1978, amb 120 delegats de 26 països.

## Tercer Congrés Mundial Romaní
Celebrat a Göttingen, Alemanya el maig de 1981, amb 600 delegats i observadors de 28 països. El Porraimos va ser el principal tema.

## Quart Congrés Mundial Romaní
Fet a Serock, Polònia el 1990, amb 250 delegats. Els temes van ser les reparacions de l'Holocaust, educació, cultura, i l'enciclopèdia romaní. També es va declarar el dia 8 d'abril com el dia internacional dels Rom en honor del dia del primer Congrés Mundial de 1971.

## Cinquè Congrés Mundial Romaní
Celebrat a Praga el juliol del 2000. Emil Ščuka va ser elegit president de la Unió Internacional Romaní.

## Sisè Congrés Mundial Romaní
Mantingut a Lanciano, Itàlia l'octubre de 2004, amb 200 delegats de 39 països. Un nou comitè es va preparar per examinar els temes sobre la dona, les famílies i els infants.